# Libnotes ishana
Libnotes ishana är en tvåvingeart som först beskrevs av Alexander 1967.  Libnotes ishana ingår i släktet Libnotes och familjen småharkrankar. Inga underarter finns listade i Catalogue of Life.